# John Selden
John Selden, född den 16 december 1584 i Salvington i Sussex, död den 30 november 1654 i London, var en engelsk rättslärd, skriftställare och politiker. 
Selden blev vid unga år advokat i London och var från 1623 medlem av underhuset i alla parlament under Karl I:s regering utom "korta parlamentet" 1640. Redan 1621 hade han haft väsentlig andel i tillkomsten av underhusets då avgivna, för dess statsrättsuppfattning grundläggande protestförklaring om husets rättigheter och privilegier. År 1626 tog han framstående del i oppositionen mot Buckingham och 1628 i genomdrivandet av Petition of Right. Som en bland ledarna av det genom Karls skattepålagor framkallade tumultet i underhuset 1629 insattes han för 8 månader i Towern. Sedan han blivit lösgiven, närmade han sig det rojalistiska partiet, men invaldes 1640 i "långa parlamentet" och deltog, som anhängare av det mera moderata partiet, i flera av dess kommittéer för religiösa, militära och andra frågors ordnande.